# Принцеса і Чудовисько (гра)
У теорії ігор Принцеса і Чудовисько — це гра переслідування, в якій двоє гравців грають на деякій ділянці. Розробив Руфус Айзекс і опублікував у книзі Диференціальні ігри (1965) в такому вигляді: «Монстр шукає принцесу, витрачений на пошук час є ціною гри. Обидва перебувають в абсолютно темному приміщенні (будь-якої форми), але обидва знають його межі. Знайти принцесу означає, що відстань між принцесою і монстром виявляється в межах радіуса захоплення, який має бути відносно малим порівняно з розмірами приміщення. Монстр досить розумний і рухається з відомою швидкістю. Принцесі дозволена повна свобода руху».
Ця гра залишалася добре відомою відкритою проблемою, поки її не розв'язав Гал у кінці 1970-х років. Його оптимальна стратегія для принцеси така: принцеса переходить у випадкову точку приміщення і чекає в цій точці деякий проміжок часу, не дуже короткий і не дуже довгий. Потім принцеса переходить в іншу (незалежну) випадкову точку і так далі. Для монстра пропонується оптимальна стратегія пошуку, в якій весь простір приміщення ділиться на багато дрібних прямокутників. Монстр вибирає прямокутник випадково і шукає певним чином навколо, потім вибирає випадково і незалежно інший прямокутник, і так далі.
Гру принцеси і монстра можна грати на заздалегідь вибраному графі (можливим простим графом може бути коло, яке Айзекс запропонував як сходинку для ігор у довільній області). Можна показати, що для будь-якого скінченного графа існує оптимальна змішана стратегія, яка веде до сталої за ціною гри. Гру розв'язав Стів Алперн і, незалежно, Михайло Зелікіним тільки для дуже простого графа, що складається з єдиної петлі (кола). Ця гра виглядає просто, але насправді досить складна. Дивно, але очевидна стратегія почати з одного випадкового кінця і вимітання відрізка настільки швидко, наскільки можливо, не оптимальна. Ця стратегія гарантує 0,75 очікуваного часу захоплення. Використовуючи складнішу змішану стратегію, можна скоротити час приблизно на 8,6 %. Фактично, це число може бути близьким до ціни гри, якщо хтось доведе оптимальність відповідної стратегії для принцеси.